# Filmporträt
Ein Filmporträt ist eine kinematische Produktion über das Leben einer Person, Personengruppe oder Institution. Ein Filmporträt ist im Vergleich zur Filmbiografie dokumentarischer geprägt und behandelt meist nur einen bestimmten Lebensabschnitt einer Person. Der Begriff Filmporträt beschreibt eine bestimmte Form der Darstellung von Personen, Gruppen oder Organisationen öffentlichen Interesses. Zumeist werden bei einem Filmporträt die biographischen Ereignisse einer Person (Alter, Beruf, Familie, Lebensweg etc.) als auch eine Schilderung aktueller Begebenheiten in chronologischer Reihenfolge auf das namensgebende Medium gebannt. Neben der Aufzählung der wichtigsten Lebensdaten kommt es jedoch auch darauf an mit Hilfe des Filmporträts den Charakter der Person hervorzuheben. Dies wird möglich durch gründliche Recherche aus der die interessantesten Eigenschaften des Porträtierten hervorgehen. Eine "dichte Beschreibung" beinhaltet Stärken und Schwächen, Meinungen und Motive, Taten und Visionen, Hoffnungen und Zweifel, Erfolge und Niederlagen sowie die Vergangenheit und die Pläne des Porträtgegenstands.

## Geschichte
Nach der Erfindung des Films 1895 wurden bereits ab 1897 Filmporträts über Jesus erstellt. Ein beständiges Element wurde dieses Genre jedoch erst in den 1960er Jahren, zu welcher Zeit zum Beispiel auch Andy Warhol filmische Porträts aufnahm.

## Begriff
Die porträtierten Personen oder seltener auch Institutionen haben meist durch außergewöhnliche Taten oder Eigenschaften den Verlauf der Zeit beeinflusst und auf sich aufmerksam gemacht. Für das Erstellen eines Filmporträts existieren unterschiedliche Gründe. Die Motivation kann sowohl kommerzieller, als auch künstlerischer Natur sein. Das Filmporträt unterscheidet sich vom gemalten Porträt unter anderem durch seine Dynamik. Beide Formen haben das Ziel gemein, die Eigenschaften einer Person oder eines Objekts, charakterlich sowie optisch, festzuhalten und auf ein bildgebendes Medium zu verewigen. Das Filmporträt ist jedoch nicht statisch und kann die zeitliche Dimension mit einbeziehen. Deshalb eignet es sich hervorragend, um eine Person in seiner Gänze zu erfassen und nicht auf einen bestimmten Augenblick beschränkt. Gute Porträts verfolgen meist ein klar definiertes Ziel wie beispielsweise das Bekanntmachen einer Person, das Erklären von Erfolgen oder Misserfolgen oder auch, Verständnis für „den Menschen hinter einer Entscheidung“ zu wecken. Man rechnet einem Film anlässlich seiner medial-technischen Entstehung eine gewisse Glaubwürdigkeit an, dessen Authentizität jedoch manipuliert werden kann, beispielsweise durch die narrativen Elemente des Films.
Dennoch ist die Authentizität ein wichtiges Charaktermerkmal des Filmporträts. Zum einen dient die Authentizität der Abbildung der tatsächlichen Realität. Durch die präzise Repräsentation der Wirklichkeit in Form eines Filmporträts soll diese als authentisch wahrgenommen werden. Zum anderen bezieht sich Authentizität auf das Verhältnis von Porträtierenden und Porträtierten. Durch diesen wechselseitigen Einfluss von Porträtierenden und Porträtierten können unterschiedliche Interpretationen des Filmporträts resultieren.
Ähnlich zur Reportage, wird beim Filmporträt beispielsweise durch O-Töne, Detailgenauigkeit, ausdrucksstarke Lexis, Präsens, inhaltliche Gegenstände und Perspektivenwechsel Spannung und Nähe zum Rezipienten aufgebaut. Beispielsweise durch die Beschreibung der körperlichen Erscheinung, der Gestik oder Mimik und der vertrauten Umgebung des Porträtierten. In visueller Hinsicht lässt sich das Porträt durch verschiedene Kameraeinstellungen, Beleuchtungen und weitere Stilmittel der Inszenierung in eine vorher bestimmte Richtung lenken. Der/Die Porträtierte kann sozusagen ins rechte Licht gerückt werden, um beim Rezipienten, je nach Kontext, eine bestimmte Wirkung zu erzielen. Die intendierte Wirkung kann beispielsweise Trauer, Fröhlichkeit, Empathie oder ähnliches sein. Die auditive Komponente, bestehend aus Musik und Text, dient der Informationsvermittlung, sowie der emotionalen Färbung. Für die Authentizität eines Porträts ist es wichtig, dass der Stil insgesamt zur charakterlichen Darstellung des Porträtierten passt.
Aufgrund ihrer Indexikalität eignen sich insbesondere Filmporträts als Ausdruck des Memento mori. Nach Peirces verfügen fotografische und filmische Bilder über einen ikonischen, indexikalischen und symbolischen Bezug zwischen Medium und Referenten, der in seiner Gesamtheit die Indexikalität ausmacht. Durch die Aufnahme des/der Porträtierten, welche im Zusammenhang mit den dargestellten Ereignissen gebracht wird, entsteht eine visuelle und oftmals ebenso emotionale Nähe zur Bezugsperson. Letzteres ist abhängig vom symbolischen Bezug des Interpretanten. Porträtfilme bedienen sich teilweise keiner realen Bild- und Filmmaterialien, sondern nutzen beispielsweise Schauspieler als Referenten für bedeutende Persönlichkeiten. Dies hat vielerlei Gründe, so ist es möglich, dass zu Lebzeiten des/der zu Porträtierenden keine mediale Speicherung von Ereignissen möglich war, jene Daten verloren gingen oder eine repräsentative Darstellung des gesamten Lebenslaufes dieser Person nicht gegeben ist. Das Verständnis des symbolischen Bezuges ist in diesem Fall elementar für die Interpretation des Porträtfilmes.

## Formen des Filmporträts
- Doku-Porträt: Bei diesem Genre handelt es sich um eine Form der Dokumentation, bei der die Darstellung einer Persönlichkeit oder einer Gruppe zentral ist. Diese Personen bzw. Personengruppen werden durch Selbstzeugnisse, Interviews mit Zeugen oder Aufzeichnungen beleuchtet. Damit wird die Persönlichkeit (Charakter, Biografie) facettenreich rekonstruiert. Diese Art von Porträt gehört zu den Standardformaten des Fernsehens. Für Kinovorführungen werden hauptsächlich Porträts über besonders populäre Persönlichkeiten verwendet.

- Künstlerporträt: Das Künstlerporträt ist eine Unterart des Doku-Porträts. Bei dieser filmischen Porträtierung stehen Künstler und Künstlerinnen im Mittelpunkt. Der Tonfall eines solchen Porträts wird durch die Intention des Filmemachers bestimmt. Es kann so beispielsweise eine lobende, positive Darstellung entstehen. Porträts können sich dabei aber auch kritisch mit der Künstlerexistenz auseinandersetzen. In diesem Fall fließen meist politische Aspekte in die Dokumentation ein. In den 1920er Jahren schuf in Deutschland vor allem Hans Cürlis mit seiner Serie "schaffende Hände" eine Reihe von Künstlerporträts, unter anderem über Joachim Ringelnatz oder Max Oppenheimer.

- Filmporträts im Internet: Durch die einfachen Möglichkeiten, etwas zu filmen und im Internet über Videoportale zu verbreiten, erscheinen täglich unzählige Videos, in denen Personen sich selbst präsentieren. Auch dies ist eine Variante von Filmporträt, wenn auch oftmals laienhaft produziert. Denn dadurch, dass die meist eher kurzen Videos wenig Handlung und schlichte Kulissen enthalten, rückt die Darbietung der eigenen Person vor der Kamera in den Vordergrund. In dieser Situation stellt die gefilmte Person sich selbst dar, oft jedoch nur bestimmte, von ihr selbst ausgewählte Seiten ihrer Persönlichkeit.

- Selbstporträt im Film: Das Selbstporträt im Film stellt eine Sonderstellung des Porträts dar, welche in die Nähe von Autobiografie, Essay und Tagebuchfilm rückt. Der Porträtierende richtet den Blick auf sich selbst und stellt so die eigene Perspektive und Wahrnehmung von Identität dar. Der Künstler repräsentiert seine eigene Person. Dieser macht sich durch das narrative und mimetische Prinzip sichtbar, blickt sich selbst an und reproduziert diese Sicht für den Betrachter. Porträtierender und Porträtierter sind eins, dies verweist auf die explizite Autorschaft. Wesentlicher Bestandteil des Selbstporträts ist das Ziel ein Bild von sich vermitteln zu wollen, in dem man auf die eigene, meist problematische, Identität hinweist. Daher impliziert das Selbstporträt den Bezug zu sich selbst und die Absicht zur Kommunikation.

## Beispiele
Berühmte Filmporträts finden sich, vor allem im Musikerbereich, schon seit Beginn des Stummfilms. Die meisten kommen aus dem Bereich klassischer Musik. Dazu gehören Ludwig van Beethoven, Franz Liszt und Wolfgang Amadeus Mozart. Aber auch ihre Kollegen Mahler, Schubert oder Wagner weisen filmische Darstellungen ihres Lebens auf. Verewigt wurden beispielsweise auch:
- George Gershwin (in RHAPSODY IN BLUE, 1945, Irving Rapper)
- Rodgers und Hart (in WORDS AND MUSIC, 1948, Norman Tauregg)
- Cole Porter (in NIGHT AND DAY, 1946, Michael Curtiz)
- Billie Holiday, Charlie Parker und Dexter Gordon (in THE LADY SINGS THE BLUES, 1972, Sydney J. Furie; BIRD, 1988, Clint Eastwood; ROUND MIDNIGHT, USA/Frankreich 1986, Bertrand Tavernier)
- Joy Division (in CONTROL, 2007, Anton Corbijn)
- Bob Dylan (in I’M NOT THERE, 2007, Todd Haynes)
- Ray Charles (in RAY, 2004, Taylor Hackford)
- Johnny Cash (in WALK THE LINE, 2005, James Mangold)
- The Supremes (in DREAMGIRLS, 2006, Bill Condon)
- Édith Piaf(in LA MÔME/LA VIE EN ROSE, 2007, Olivier Dahan)

## Vom Konzept zum fertigen Film
Um ein gutes Filmporträt zu produzieren, müssen einige Schritte beachtet werden.
Zum einen muss anfangs ein gutes Konzept vorhanden sein. Denn je besser das Filmkonzept, desto schneller erfolgt dann auch die Umsetzung und umso geregelter verlaufen die Abläufe am Filmset.
Ein Film darf alles aber nicht langweilig sein. Da die Zuschauer gewöhnt sind, durch Filme unterhalten und nicht nur informiert zu werden, muss der Film eine Geschichte erzählen, egal ob auf konventionelle oder unkonventionellem Wege.
Beim tatsächlichen Film ist es vorteilhaft, in einzelnen Bildeinstellungen zu denken. Es geht nicht darum, lediglich einen geschriebenen Text umzusetzen. Da die Bilder bei den Zuschauern viel stärkere Emotionen und Behaltensleistungen auslösen, sollte die jeweilige bildliche Darstellung genau durchdacht werden, dies gilt auch für Interviews.
Neben dem Bild spielt auch der Ton eine entscheidende Rolle. Dabei ist nicht allein die Qualität des Aufnahmegeräts ausschlaggebend, sondern auch der richtige Umgang damit ist erforderlich und muss geübt werden.
Weiterhin sollte man als Autor oder Regisseur auch in das Geschehen eingreifen können und nicht passiv das Geschehen beobachten. Beim Filmen müssen dann einige Ablaufregeln beachtet werden, es muss klar sein wer am Set die Regie führt.